# 恋ひとすじ
『恋ひとすじ』（こいひとすじ）は、1970年2月5日に発売された森進一の15枚目のシングル。

## 収録曲
- 両楽曲共に、作詞：藤田まさと／作曲・編曲：猪俣公章

1. 恋ひとすじ（3分53秒）
2. 夜のこぼれ花（3分5秒）